# Popeta
Popeta es una localidad chilena perteneciente a la comuna de Rengo, en la región de O'Higgins. Está situada a 7 km al suroriente de la ciudad de Rengo, y contaba con una población de 983 habitantes en 2017.

## Toponimia
Proviene del mapudungun Pu(muchos) y Pitra (Myrceugenia exsucca). Muchas pataguas o Temus.

## Descripción
Es un importante balneario precordillerano de la provincia de Cachapoal, en donde el curso superior del río Claro de Rengo da origen a las pozas naturales de Santa Fe, Las Vertientes y Puente Negro, todo rodeado de una abundante y variada vegetación. Dentro de los lugares de interés turístico cercanos a Popeta, están Huilquío y Tipaume, los cerros precordilleranos ideales para hacer trekking, caminatas y paseos por bosques, especialmente visitados en septiembre por las familias del sector como lugar de esparcimiento e ideal para encumbrar volantines, tradición folclórica típica de la zona.
El pueblo tiene una fuerte raigambre huasa, y la población se dedica principalmente a la agricultura.